# Norris, Madison, and Fishing Bridge Museums
Norris, Madison, and Fishing Bridge Museums (auch Trailside Museums) sind drei Einzelmuseen im Yellowstone-Nationalpark, die im Mai 1987 gemeinsam als National Historic Landmark anerkannt und als Historic District im National Register of Historic Places ausgewiesen wurden. Es handelt sich um das Norris Geyser Basin Museum beim Norris-Geysir-Becken, das Madison Museum südlich davon bei Madison sowie das Fishing Bridge Museum am Nordufer des Yellowstone Lakes. Alle drei Gebäude wurden durch den Architekten Herbert Maier im National-Park-Service-Rustic-Stil, einer Bauweise aus Stein und Holz, konzipiert und zwischen 1929 und 1931 erbaut. Das Norris Geyser Basin Museum pflegt Ausstellungen zu geothermischer Geologie und zum Leben in thermischen Gebieten. Das Madison Museum ist seit 1995 ein Bücherladen mit zusätzlichem Informations-Angebot. Das Fishing Bridge Museum fokussiert auf ausgestopfte Tiere aus dem Park.